# Hampe Svanberg
Hans Halfdan (Hampe) Svanberg, född 14 januari 1883 i Lide, Nora socken, Västernorrlands län, död 10 juli 1961 i Härnösand, var en svensk målare, tecknare och skulptör.
Han var son till bonden, skomakaren och spelmannen Erik Svanberg och Brita Sofia Israelsdotter och från 1924 gift med Anna Katarina Adolfina Nilsson. Svanberg som av sin samtid betraktades som mycket originell studerade dekorationsmåleri 1899–1904 i Härnösand och på olika platser i Stockholm, bland annat vid Tekniska skolan innan han 1920–1921 studerade vid Hoffmans målarskola i München samt under studieresor till Österrike, och Frankrike. Han började tidigt snida träfigurer i Döderhultarens stil men övergick under 1920-talet till bildkonsten. Separat ställde han ut i Stockholm, Västerås, Sundsvall, Härnösand, Örnsköldsvik och Sollefteå. Han medverkade i Ångermanlands konstnärsförbunds vandringsutställningar och i Örnsköldsviksutställningen 1916 där han tilldelades en silvermedalj. Bland hans offentliga arbeten märks dekorationsmåleri i Bergs kyrka, Jämtland och Lungö kapell i Västernorrland, för Nora kyrka utförde han skulpturer av apostlarna Paulus och Johannes i kroppsstorlek och för Salteå bönhus oljemålningen Getsemane samt en stor fondvägg och reliefer på sidoväggarna i Hemsöns kommunalhus. En minneskollektion av hans akvareller och teckningar visades tillsammans med verk av May Hildegard i Härnösand 1964. Hans konst består huvudsakligen av landskapsbilder med motiv från Ångermanlands kustland. Svanberg är representerad vid Hampnäs folkhögskola och biskopshuset i Härnösand.